# Савин, Николай Николаевич (инженер)
Николай Николаевич Савин (хорв. Nikolaj Nikolajevič Savin; род. 1877, Калужская губерния) — российский и хорватский инженер, преподаватель и один из основателей Одесского политехнического института.

## Биография
Николай Савин родился в 1877 году в Калужской губернии. В 1900 году окончил Императорский Санкт-Петербургский политехнический институт. В 1904 году, после нескольких лет работы на Балтийском судостроительном заводе, он вернулся в стены Политехнического института в качестве ассистента профессора. Спустя год он возглавил лабораторию, в которой студенты изучали механику и связанные с ней дисциплины. Механика также стала темой его докторской диссертации 1909 года, после защиты которой он получил в своём вузе звание профессора. В 1912 году Николай Савин сменил место работы и стал преподавателем уже в Женском политехническом институте, вместе с чем занял пост главного редактора журнала «Вестник инженера». Преподавательскую деятельность Николай Николаевич совмещал с консультированием инженеров Путиловского и Обуховского заводов. После февральской революции Николай Савин занял пост помощника министра торговли и промышленности, из-за чего уже после революции в октябре он был вынужден покинуть Петроград и обосноваться в Одессе. Здесь он принял активное участие в создании Политехнического института, который после открытия принял Савина в свой профессорский штат. Проработав в Одессе около двух лет, он отправился в Хорватию, а именно в Загреб, где занял пост преподавателя в недавно созданной Высшей технической школе.